# Pacific County
Pacific County ist ein County im Bundesstaat Washington, Vereinigte Staaten. Das U.S. Census Bureau hat bei der Volkszählung 2020 eine Einwohnerzahl von 23.365 ermittelt. Der Verwaltungssitz (County Seat) ist South Bend.

## Geographie
Das County hat eine Fläche von 3169 Quadratkilometern, davon sind 2416 Quadratkilometer Land- und 752 Quadratkilometer (23,74 Prozent) Wasserfläche. Im Pacific County liegen die für ihre Austernproduktion bekannte Willapa Bay sowie der Leadbetter Point State Park und die Shoalwater Indianerreservation. Ein Teil der Willapa-Bucht wurde als Willapa National Wildlife Refuge unter Naturschutz gestellt. Es wird verwaltet durch den U.S. Fish & Wildlife Service.

## Demografische Daten

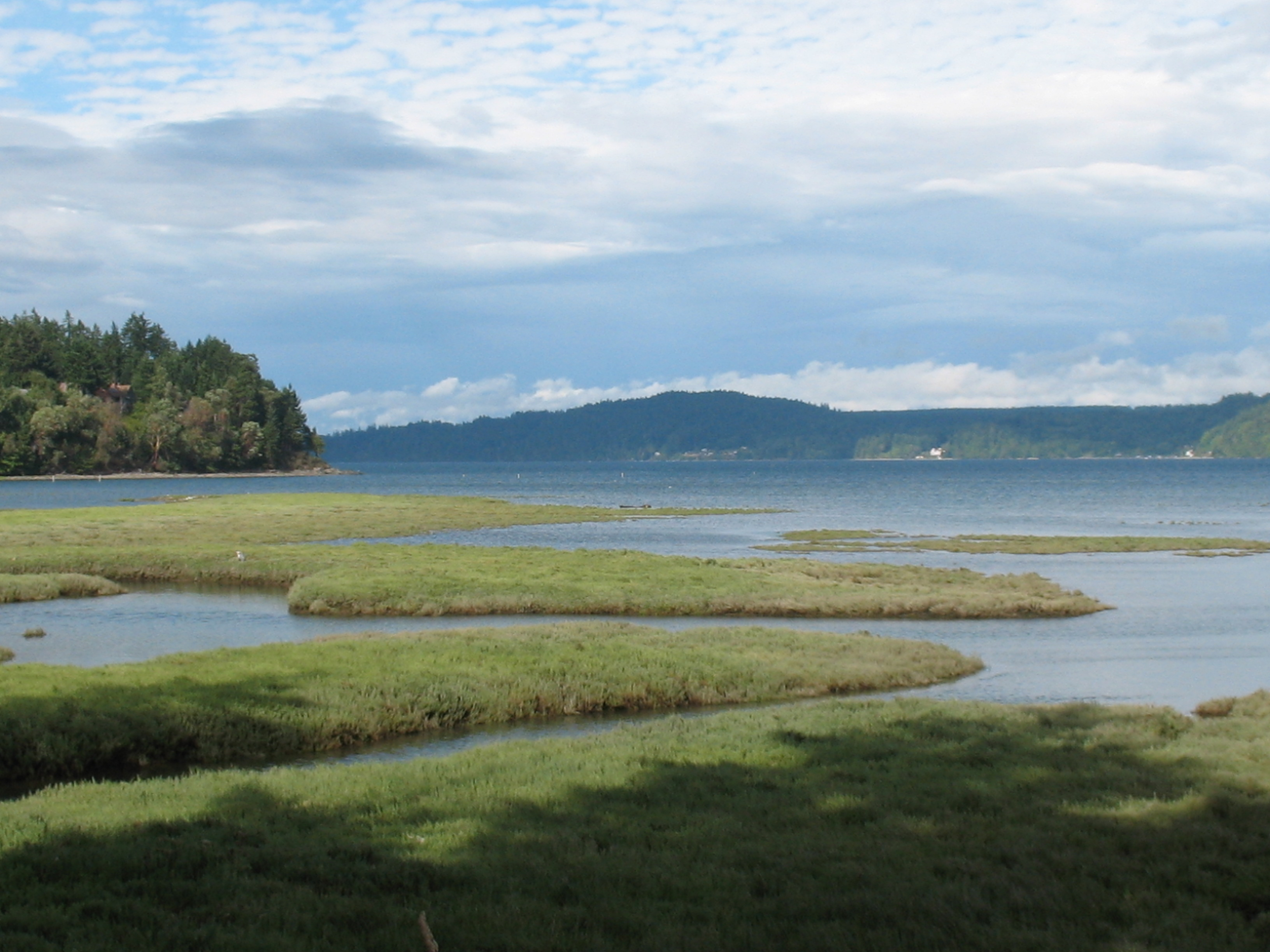
Die Shoalwater Bay

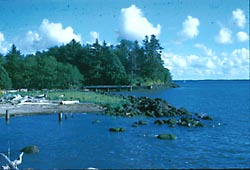
Chinook Point, gelistet im NRHP

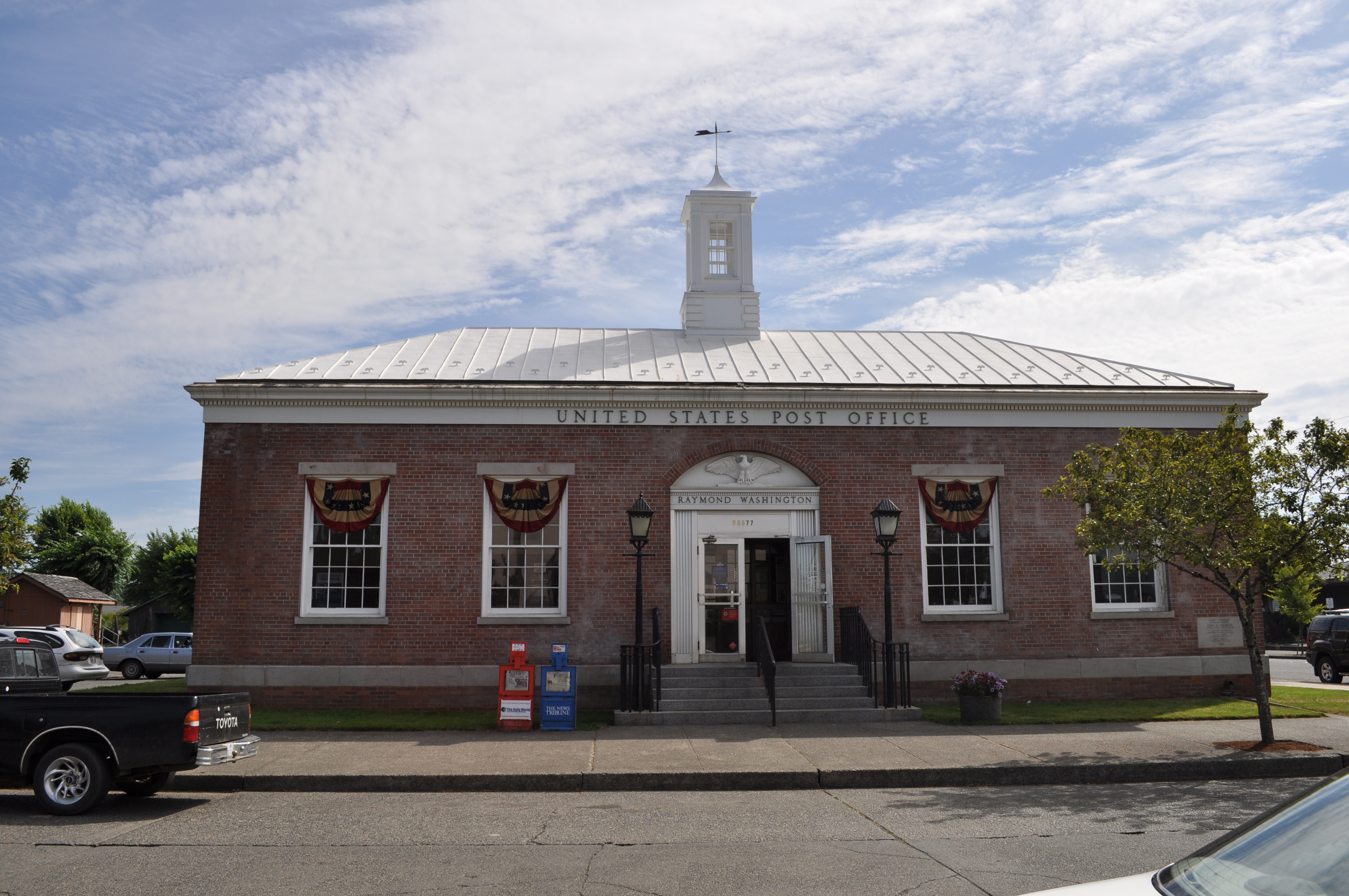
Historisches Postbüro in Raymond, gelistet im NRHP

Nach der Volkszählung im Jahr 2000 lebten im County 20.984 Menschen. Es gab 9.096 Haushalte und 5.885 Familien. Die Bevölkerungsdichte betrug 9 Einwohner pro Quadratkilometer. Ethnisch betrachtet setzte sich die Bevölkerung zusammen aus 90,54 % Weißen, 0,20 % Afroamerikanern, 2,44 % amerikanischen Ureinwohnern, 2,08 % Asiaten, 0,09 % Bewohnern aus dem pazifischen Inselraum und 1,83 % aus anderen ethnischen Gruppen; 2,82 % stammten von zwei oder mehr ethnischen Gruppen ab. 5,01 % der Bevölkerung waren spanischer oder lateinamerikanischer Abstammung.
Von den 9.096 Haushalten hatten 23,10 % Kinder und Jugendliche unter 18 Jahre, die bei ihnen lebten. 53,10 % waren verheiratete, zusammenlebende Paare, 7,90 % waren allein erziehende Mütter. 35,30 % waren keine Familien. 29,50 % waren Singlehaushalte und in 14,30 % lebten Menschen im Alter von 65 Jahren oder darüber. Die Durchschnittshaushaltsgröße betrug 2,27 und die durchschnittliche Familiengröße lag bei 2,77 Personen.
Auf das gesamte County bezogen setzte sich die Bevölkerung zusammen aus 21,40 % Einwohnern unter 18 Jahren, 6,00 % zwischen 18 und 24 Jahren, 21,20 % zwischen 25 und 44 Jahren, 28,90 % zwischen 45 und 64 Jahren und 22,60 % waren 65 Jahre alt oder darüber. Das Durchschnittsalter betrug 46 Jahre. Auf 100 weibliche Personen kamen 98,30 männliche Personen, auf 100 Frauen im Alter ab 18 Jahren kamen statistisch 95,80 Männer.
Das jährliche Durchschnittseinkommen eines Haushalts betrug 31.209 USD, das Durchschnittseinkommen der Familien betrug 39.302 USD. Männer hatten ein Durchschnittseinkommen von 33.892 USD, Frauen 22.982 USD. Das Prokopfeinkommen betrug 17.322 USD. 14,40 % der Bevölkerung und 9,10 % der Familien lebten unterhalb der Armutsgrenze. 19,70 % davon waren unter 18 Jahre und 8,10 % waren 65 Jahre oder älter.